# HYLAS 3
HYLAS 3 (акроним от Highly Adaptable Satellite) —  связное оборудование, размещаемое на геостационарной орбите Земли. Дополнит группировку ранее запущенных спутников, в которую входят HYLAS 1 и HYLAS 2. Аппаратура построена компаниями Airbus Defence and Space и OHB-System GmbH, будет эксплуатироваться компанией Avanti Communications и Европейским Космическим Агентством. Спутник строится на основе платформы LUXOR (SmallGEO). Срок эксплуатации рассчитан на 15 лет.

## Запуск
Запуск произведён 6 августа 2019 года, с помощью ракеты-носителя Ариан-5, одновременно со спутником Intelsat 39 и  EDRS-С. Оборудование «HYLAS 3» запускается в качестве "наездника", то есть дополнительной полезной нагрузки спутника EDRS-C, работающего в Ka-диапазоне (до 4GHz). Связка спутников «EDRS-C/HYLAS 3» будет размещена в одном из орбитальных местоположений с видом на землю, охватывающим Африку и Ближний Восток.